# 59 Times the Pain
59 Times the Pain war eine Hardcore-Punk-Band, die 1992 in Fagersta, Schweden gegründet wurde und sich im Jahr 2001 auflöste.

## Bandgeschichte
1992 wurde die Band von Magnus Larnhed (Gesang/Gitarre), Michael Conradsson (Bass), Toni Virtanen (Schlagzeug) and Kai Kalliomäki (Gitarre) gegründet. Der Bandname ist vom gleichnamigen Lied der Band Hüsker Dü inspiriert worden. Kai wurde schon bald durch Niklas Lundgren ersetzt, der bis zur Auflösung 2001 in der Band blieb. Durch ihr erstes Demotape Feeling Down erregten sie die Aufmerksamkeit des Plattenlabels Burning Heart Records, wo sie dann 1993 ihren ersten Vertrag unterschrieben. Im folgenden Jahr nahmen sie das Album Blind Anger & Hate auf, welches mit 10 Songs außergewöhnlich kurz war. 
Während der schwedischen Hardcore und Melodypunk-Phase im März 1995 nahmen 59 Times the Pain beim Label Unisound Recordings ihr Debütalbum mit voller Länge auf: More Out of Today.
Im September 1995 nahmen die Punkrocker dann das Album Twenty Percent of My Hand auf. Durch den schnellen und aggressiven Charakter des Albums und die sehr erfolgreiche Single-Auskopplung Can’t Change Me wurde dieses Album eines der erfolgreichsten in der Bandgeschichte von 59TTP. 
Das Nachfolgealbum, End of the Millennium, wurde im Februar 1999 veröffentlicht. Auf ihrem vierten Album, veröffentlicht im Jahr 2000, entwickelten sie ihren Stil und kombinierten den Hardcore mit melodischen Elementen.
Im Jahr 2001 löste die Band sich auf.
Nach ihrer Auflösung spielten sie 2008 eine Show am Groezrock Festival in Meerhout, Belgien.

## Diskografie

### Alben
- 1994: Blind Anger & Hate
- 1995: More Out Of Today
- 1996: Twenty Percent Of My Hand
- 1999: End Of The Millennium
- 2000: Calling The Public

### EPs
- 1995: Even More Out Of Today
- 1998: Music For Hardcorepunx
- 1999: Turn At 25th

### Kompilationen
- 1995: Punk+
- 1995: Cheap Shots vol.1
- 1996: Cheap Shots vol.2
- 1996: 200 Proof Punk
- 1997: Cheap Shots vol.3
- 1999: Punk-O-Rama vol.4
- 1999: Short Music for Short People
- 2000: Cheap Shots vol.4
- 2001: Cheap Shots vol.5
- 2001: Hang The VJ (video)